# Johnny Hodges

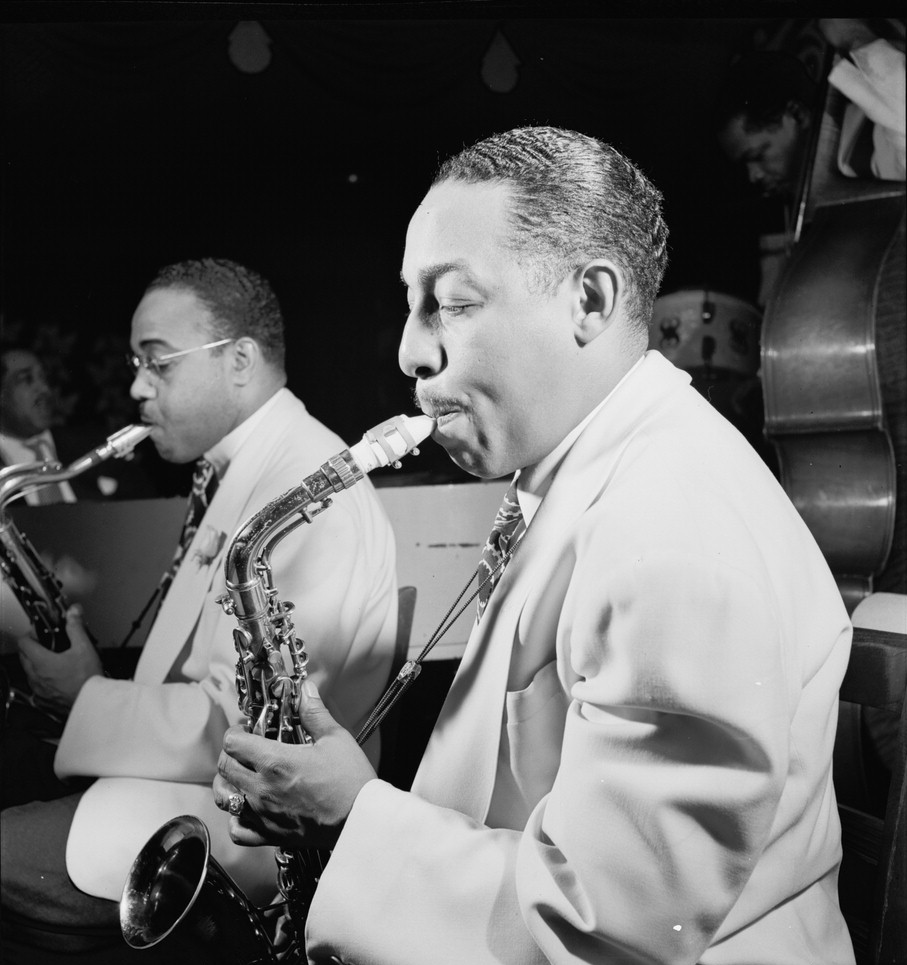
Johnny Hodges mit Al Sears (im Hintergrund) im New Yorker Jazzclub Aquarium, ca. November 1946.
Fotografie von William P. Gottlieb.

John Cornelius „Johnny“ Hodges (* 25. Juli 1906 in Cambridge, Massachusetts; † 11. Mai 1970 in New York City) war einer der wichtigsten Alt-Saxophonisten des klassischen Jazz, vor allem des Swing. Hodges trat 1928 dem Orchester Duke Ellingtons bei und blieb dort, abgesehen von einer kurzen Unterbrechung in den 1950er Jahren, bis zu seinem Tode. 

## Leben und Wirken
Stark beeinflusst wurde Hodges durch den Sopransaxophonisten Sidney Bechet, mit dem er als junger Mann in den 1920er Jahren eine Zeit lang zusammengespielt hatte. Besonders an Hodges’ Sopransaxophonaufnahmen wie etwa dem Rent Party Blues lässt sich die musikalische Verwandtschaft zwischen beiden Musikern erkennen.
Hodges spielte auf seinem Instrument mit einem sehr warmen, vollen und geschmeidigen Ton. Er war als Improvisator ein überaus einfallsreicher und eleganter Melodiker. Oft wird seine Spielweise mit der Stimme eines Sängers oder einer Sängerin verglichen. Er erreichte in seiner Musik damit sehr sinnliche, fast erotische Qualitäten. Mit seinem Stil verbinden sich einerseits ausdrucksvolle Balladen wie Day Dream oder Warm Valley; andererseits wurzelte Hodges stark in der Bluestradition. 

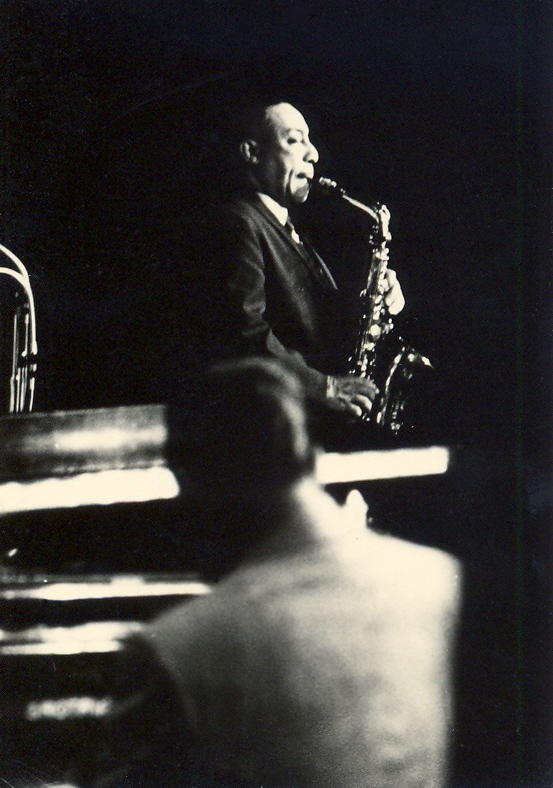
Während eines Konzertes, 6. Februar 1965, Jahrhunderthalle Hoechst

Charlie Parker, der bedeutendste Alt-Saxophonist in der Nachfolge Hodges’, nannte diesen einmal anerkennend „The Lily Pons of the Saxophone“. (Lily Pons war eine in den 1930er und 1940er Jahren in den USA auf der Opernbühne sehr erfolgreiche Sopranistin.) Johnny Hodges war einer der wichtigsten und musikalisch am stärksten prägenden Solisten im Orchester Duke Ellingtons. Ellington schrieb zahlreiche Stücke speziell für Johnny Hodges’ „Stimme“. Johnny Hodges hatte die Spitznamen „Rabbit“ und „Jeep“, was Ellington u. a. in den ihm gewidmeten Stücken Rabbit’s Jump und Jeep’s Blues verewigte. Auch die Komposition Hodge Podge bezieht sich auf ihn.
Nachdem er in seiner Zeit bei Ellington auch gelegentlich unter eigenem Namen Schallplatten aufgenommen hatte (wie seine Kompositionen Jeep’s Blues, The Jeep is Jumpin’ oder Hodge Podge (1938) sowie Things Ain’t What They Used to Be 1941), an denen Ellington bzw. dessen Musiker beteiligt waren (The Duke’s Men),  verließ er 1951 das Ellington-Orchester, um mit eigenen Formationen zu arbeiten, u. a. mit Al Sears, der Solist auf der Nummer Castle Rock war, mit der Hodges im März 1951 einen kleineren Charts-Erfolg erlangte. Er kehrte 1955 wieder zu Ellington zurück und wirkte auch bei dessen legendärem Newport-Auftritt 1956 mit, bei dem er zwei seiner bekanntesten Nummern, I Got It Bad (and That Ain’t Good) und den Jeep’s Blues spielte.
Hodges hat eine Vielzahl von Aufnahmen mit dem Duke-Ellington-Orchester und unter eigenem Namen veröffentlicht. Hervorzuheben sind unter anderen Einspielungen mit dem Organisten Wild Bill Davis und dem Pianisten Earl Hines.

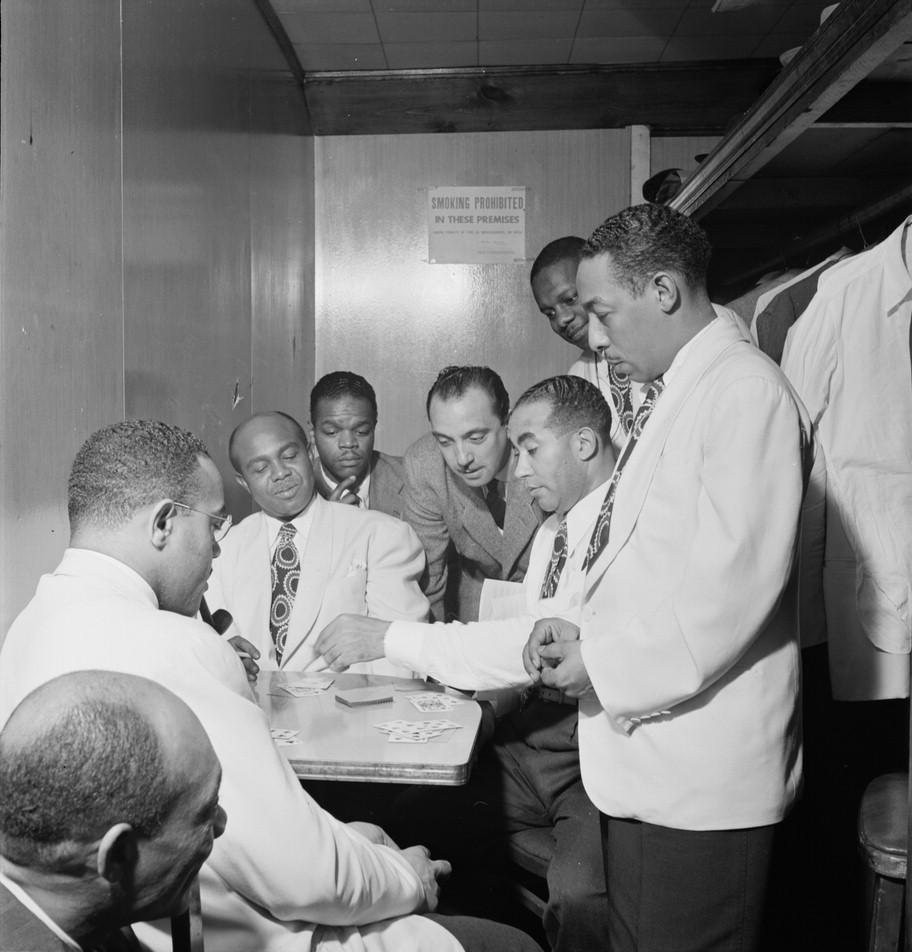
Al Sears, Junior Raglin, Shelton Hemphill, Junior Raglin, Django Reinhardt, Lawrence Brown, Harry Carney und Johnny Hodges (rechts) im New Yorker Jazzclub Aquarium, ca. November 1946.
Fotografie von William P. Gottlieb.

Eine besondere Eigenart Johnny Hodges’ war, dass der Saxophonist auch während der gefühlvollsten Soli keinerlei Miene verzog und dadurch oft völlig unbeteiligt wirkte.

## Diskographische Hinweise
- Passion Flower (RCA, 1940–46)  mit Willie Cook, Roy Eldridge, Quentin Jackson, Russell Procope, Ben Webster, Sam Woodyard
- Caravan (Prestige Records, 1947–51) mit Taft Jordan, Harold Baker, Juan Tizol, Duke Ellington, Billy Strayhorn, Oscar Pettiford, Sonny Greer
- Side by Side (verve, 1959) mit Billy Strayhorn, Duke Ellington, Roy Eldridge, Ben Webster, Jo Jones
- Johnny Hodges wit Billy Strayhorn and the Orchestra (Verve, 1961) mit Aaron Bell, Jimmy Hamilton, Cat Anderson, Eddie Mullens
- Johnny Hodges at Sportpalast Berlin (Pablo Records, 1961) mit Ray Nance, Lawrence Brown, Al Williams
- Everybody Knows Johnny Hodges (Impulse! Records, 1964–65) mit Howard McGhee, Cat Anderson, Lawrence Brown, Paul Gonsalves, Harry Carney

## Sammlungen
- The Complete Johnny Hodges Sessions (1951–1955) – (Mosaic – 1989) – 6 LPs mit Nelson Williams, Lawrence Brown, Al Sears, Leroy Lovett p, Al McKibbon b, Sonny Greer, Billy Strayhorn, Emmett Berry, Lloyd Trotman b, Joe Marshall dm, Barney Richmond b, Flip Phillips, Red Callender, J. C. Heard, Ben Webster, Al Hibbler, Rudy Williams ts, Ted Brannon p, Al Walker dm, Arthur Clarke ts, Ray Brown, Osie Johnson, Harold Shorty Baker, John Coltrane, Call Cobbs, John Williams, Louis Bellson, Jimmy Hamilton, Harry Carney, Richie Powell, Clark Terry, Jimmy Woode
- The Complete Verve Johnny Hodges Small Group Sessions (1956–1961) – (Mosaic – 2000) – 6 CDs mit Ray Nance, Lawrence Brown, Jimmy Hamilton, Harry Carney, Billy Strayhorn, Jimmy Woode, Sam Woodyard, Clark Terry, Quentin Jackson, Harold Shorty Baker, Russell Procope, Roy Eldridge, Vic Dickenson, Ben Webster, Wendell Marshall, Jo Jones, John Sanders tb, Jimmy Jones, Les Spann, Ray Brown, Booty Wood tb, Jimmy Rowles, Ed Thigpen, Harold Ashby, Aaron Bell, Herb Ellis, Lou Levy, Wilfred Middlebrooks, Gus Johnson, Sonny Greer, Emil Richards, Russ Freeman, Joe Mondragon, Mel Lewis, Jimmy Forrest, Leroy Vinnegar, Mercer Ellington arr